# Mikel San José
Mikel San José Domínguez (født 30. ma 1989 i Pamplona, Spanien) er en spansk fodboldspiller, der spiller som forsvarsspiller hos La Liga-klubben Athletic Bilbao. Han har spillet for klubben siden 2009, det første år dog som udlejet fra Liverpool F.C. i England. Liverpool var hans første klub som seniorspiller, efter han også havde repræsenteret Athletic i sine ungdomsår.
San José, der blev permanent tilknyttet Athletic i sommeren 2010, har kontrakt med klubben frem til juni 2015.

## Landshold
San José har (pr. januar 2011) endnu ikke optrådt for Spaniens A-landshold, men har som ungdomsspiller repræsenteret sit land på både U/19 og U/21 niveau. Han var en del af det spanske hold der vandt guld ved U-19 EM i 2007 i Østrig.